# Сын председателя
«Сын председателя» — советский широкоэкранный художественный фильм 1976 года, снятый режиссёром Вячеславом Никифоровым на киностудии «Беларусьфильм».
Премьера фильма состоялась 25 октября 1976 года. В СССР фильм посмотрели 20,2 млн. зрителей.

## Сюжет
Яков Русак, долгие годы возглавлявший колхоз, уходит на пенсию, и его сын Алексей становится новым председателем. Алексей, полагая, что устаревшие методы отца мешают развитию колхоза, вносит изменения в работу, что вызывает конфликт с отцом. Однако, после общего собрания колхозников, где большинство выражают поддержку Алексею и его идеям, Яков признает правоту сына и понимает необходимость перемен.

## В ролях
- Владимир Самойлов — Яков Русак
- Александр Самойлов — Алексей Русак
- Бронюс Бабкаускас — Максим Васильевич
- Лилита Озолиня — Марина
- Татьяна Алексеева — Алевтина
- Римма Маркова — Марфа Дроздюк
- Михаил Кокшенов — Иван Дроздюк
- Ольга Гаспарова — Аня
- Ирина Мазуркевич — Томка
- Анатолий Столбов — Храпчук

## Съёмочная группа
- Режиссёр: Вячеслав Никифоров
- Сценарист: Николай Матуковский
- Оператор: Виталий Николаев
- Художники: Евгений Игнатьев, Вячеслав Кубарев
- Звукорежиссёр: Владимир Мушперт
- Композитор: Сергей Кортес
- Монтажёр: Валентина Хантеева
- Редактор: Михаил Березко